# AEK Kouklia F.C.
O AEK Kouklia F.C. foi um clube de futebol cipriota de Kouklia, Pafos, Chipre. A equipe competiu no Campeonato Cipriota de Futebol .

## História
O clube foi fundado em 1968 e incorporado ao Pafos FC em 2014.